# Олімпія (телемагнітола)
Олімпія — телемагнітоли виробництва Полтавського електромеханічного заводу та Світловодського заводу «Олімп».

## Історія
1982 року Мінський завод обчислювльної техніки створив експериментальну телемагнітолу Амфітон ТМ-01Д, яку потім випускав Львівський завод радіоелектроніки.
З 1983 року на основі Амфітон ТМ-01Д було створено телемагнітолу Олімпія 8ТМБ-02Д, яку випускали Полтавський електромеханічний завод та Світловодський завод «Олімп».
1995 року полтавське АТ «Лтава» (колишній Полтавський електромеханічний завод) випустив телемагнітолу Олімпія 11ТМБ-203ДС у вигляді переносного магнітофону.

## Опис
Телемагнітофони поєднували у в одному корпусі кілька пристроїв:
- Телевізор (діапазони МХ/ДМХ, з роз'ємом для телевізійної антени)
- Радіоприймач (діапазони УКХ/КХ/СХ)
- Касетний програвач з функцією запису
- Стереодинаміки (у моделі 11ТМБ-203ДС)

## Версії
- Телемагнітола Олімпія 8ТМБ-02Д[6][7][8] або Електроніка 8ТМБ-02Д[9] (1983-1997) — копія телемагнітоли Амфітон ТМ-01Д[1].
- Телемагнітола Олімпія 11ТМБ-203ДС[5][10] (1995).